# USS Merrimack (1855)
Pour les articles homonymes, voir USS Merrimack.
L'USS Merrimack (1855) est une frégate à vapeur. Elle est plus connue sous le nom de CSS Virginia, nom du bateau construit à partir de la coque du Merrimack capturé par les confédérés lors de la guerre de Sécession. Le CSS Virginia prend ensuite part à la bataille de Hampton Roads (également connue sous le nom de « Bataille du Monitor et du Merrimack ») lors du premier engagement entre cuirassés.